# Brianaria
Brianaria is een geslacht van korstmossen dat behoort tot de familie Psoraceae. De typesoort is Brianaria sylvicola. 

## Soorten
Volgens Index Fungorum bevat het geslacht vier soorten (peildatum maart 2023):
| Soortnaam             | Auteur(s)                              | Publicatiejaar |
| --------------------- | -------------------------------------- | -------------- |
| Brianaria bauschiana  | (Körb.) S. Ekman & M. Svenss.          | 2014           |
| Brianaria lutulata    | (Nyl.) S. Ekman & M. Svenss.           | 2014           |
| Brianaria sylvicola   | (Flot. ex Körb.) S. Ekman & M. Svenss. | 2014           |
| Brianaria tuberculata | (Sommerf.) S. Ekman & M. Svenss.       | 2014           |